# Uspenka (obwód doniecki)
Uspenka (ukr. Успенка) – wieś na Ukrainie, w obwodzie donieckim, w faktycznie niefunkcjącym rejonie donieckim, od 2014 pod kontrolą marionetkowej, uzależnionej od Rosji Donieckiej Republiki Ludowej. W 2001 liczyła 1478 mieszkańców, spośród których 988 wskazało jako ojczysty język ukraiński, 480 rosyjski, 1 białoruski, 6 ormiański, 1 inny, a 2 osoby się nie zadeklarowały.